# El joc d'en Q
"El joc d'en Q" (títol original en anglès "Hide and Q") és el desè episodi de la primera temporada de la sèrie de televisió de ciència-ficció estatunidenca Star Trek: La nova generació, es va emetre originalment el 23 de novembre de 1987, en redifusió als Estats Units. L'episodi va ser escrit originalment per  Maurice Hurley però el creador del programa Gene Roddenberry el va reescriure nombroses vegades. L'episodi va ser dirigit per Cliff Bole, i va veure el retorn de John de Lancie com l'entitat omnipotent entremaliada coneguda com a Q.
Ambientada al segle XXIV, la sèrie segueix les aventures de la tripulació de la nau de la Flota Estel·lar de la Federació Enterprise-D. En aquest episodi, Q torna a l'USS Enterprise després de la seva trobada original amb la tripulació a "Trobada a Farpoint". Q transporta la tripulació del pont a un paisatge on són atacats per humanoides i atorga al comandant Riker (Jonathan Frakes) els poders d'un membre del Q Continuum, que es veu obligat a utilitzar per ressuscitar tant Worf (Michael Dorn) com Wesley (Wil Wheaton) Riker promet que no tornarà a utilitzar els poders, però després d'una missió de rescat trenca la promesa i concedeix a cada mentre de la tripulació del pont un desig, que rebutgen, i Riker rebutja posteriorment els seus nous poders. Q és tornat a la força al Continuum.
L'escriptor Maurice Hurley va demanar i més tard ho va lamentar que se li atribuís amb el pseudònim C.J. Holland en protesta contra les reescriptures de Roddenberry. Els problemes amb el guió de l'episodi van canviar la manera com el personal gestionava els desenvolupaments posteriors del guió de la sèrie. Posteriorment, Bole va elogiar les habilitats de De Lancie durant el rodatge de l'episodi. Els crítics van pensar que tot i que l'episodi era previsible, la relació entre Q i Picard (Patrick Stewart) va ser elogiada, i "El joc d'en Q" va rebre puntuacions generals mitjanes.

## Argument
L'Enterprise es dirigeix cap a Quadra Sigma per ajudar els colons atrapats en una [explosió de metà quan Q reapareix i els exigeix que abandonin la seva missió per competir en un joc. Teletransporta al Comandant Riker i la tripulació del pont, amb l'excepció del Capità Picard, a un paisatge àrid, afirmant que la regla del joc és mantenir-se amb vida. Yar (Denise Crosby) protesta, i Q la transporta de nou al pont de l' Enterprise en una "àrea de càstig", advertint que només un jugador pot estar a la caixa alhora i que deixarà d'existir si un altre jugador la substitueix.
Q torna al pont poc després per proposar una aposta a Picard, explicant que el Continuum Q està provant el comandant Riker per veure si és digne de rebre els seus poders divins. Si Riker els accepta, Q agafa el comandament de la nau; Si els nega, Picard fa que Q prometi que mai més interferirà amb la humanitat. Mentrestant, Riker i el seu equip són atacats pel que el tinent Worf informa com a "coses animals vicioses" vestits de soldats napoleònics amb mosquets que disparen energia. Q torna a Riker i li diu que li ha concedit els poders del Continuum. Riker els utilitza per tornar els seus companys de tripulació a la nau, però es queda enrere per qüestionar les intencions de Q. Q explica que ell i la seva espècie estan interessats en la humanitat pel seu potencial de creixement i evolució, cosa que suggereix que la humanitat podria eventualment superar la Q. Q desitja que Riker accepti els poders i esdevingui part del continu Q perquè puguin entendre la "compulsió" humana pel creixement. Riker ho rebutja, i en resposta, Q teletransporta la tripulació del pont de tornada a la superfície, desarmada. La tripulació és atacada una vegada més pels soldats, i tant Worf com Wesley Crusher moren. Riker utilitza els poders de la Q per tornar la tripulació a l'Enterprise, donant vida tant a Worf com a Wesley.
Riker fa la promesa a Picard de no utilitzar mai més els poders i el vaixell arriba a Quadra Sigma. Un equip de rescat s'enfonsa i descobreix una noia que ha mort. Riker està temptat de salvar-la, però al final es nega a fer-ho per respecte a la seva promesa; tanmateix, ràpidament mostra mostres de penediment per aquesta decisió, que expressa al capità. Les tensions augmenten a mesura que el comportament d'en Riker cap al seu capità i la seva tripulació canvia i es veu contínuament temptat d'utilitzar els seus poders. A proposta de Q, i amb la benedicció de Picard, Riker utilitza els seus poders per donar als seus amics el que creu que volen: converteix a Wesley en un adult, s'ofereix a fer Data (Brent Spiner) humà, dóna a La Forge (LeVar Burton) la seva vista i crea la seva companya klíngon per Worf. Finalment, però, tots els destinataris rebutgen els seus regals. Picard declara que Q ha fracassat, i quan Q intenta tornar a la seva paraula, és retirat per la força al Continuum. Picard està satisfet de veure que Q ha marxat, i elogia a Riker per confirmar la seva confiança en el seu "Número u".

## Repartiment i doblatge al català
La sèrie va ser doblada al català pels estudis Tramontana (primera part) i Soundtrack (segona part) i emesa a TV3 l’any 1991. Els dobladors de l'episodi foren:
| Personatge         | Actor/actriu             | Veu en català   |
| ------------------ | ------------------------ | --------------- |
| Jean-Luc Picard    | Patrick Stewart          | Joan Crosas     |
| William Riker      | Jonathan Frakes          | Antoni Forteza  |
| Data               | Brent Spinner            | Joaquim Sota    |
| Geordi La Forge    | LeVar Burton             | Aleix Estadella |
| Worf               | Michael Dorn             | Enric Arquimbau |
| Beverly Crusher    | Gates McFadden           | Pilar Rubiella  |
| Deanna Troi        | Marina Sirtis            | Alicia Laorden  |
| Tasha Yar          | Denise Crosby            | Teresa Manresa  |
| Wesley Crusher     | Will Wheaton             | Roger Pera      |
| Q                  | John de Lancie           | Adrià Frias     |
| William A. Wallace | Will Wheaton amb 25 anys | Joan Pera       |

## Producció

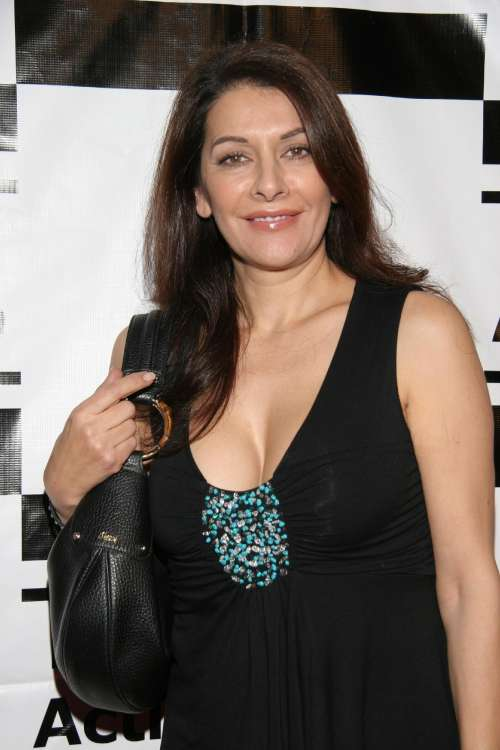
L'absència del seu personatge en aquest i altres episodis de la primera temporada va fer que Marina Sirtis cregués que l'estaven eliminant del programa.

L'escriptor Maurice Hurley va demanar que les seves contribucions a aquest episodi apareguessin amb el nom de C.J. Holland a causa del nombre de reescritures extenses del creador del programa Gene Roddenberry. Hurley va descriure més tard la situació com un "malentès", ja que la situació es va resoldre posteriorment i va resultar ser un punt d'inflexió per la sèrie en com es van produir els guions. Posteriorment, Roddenberry va passar menys temps realitzant reescriptures detallades. Alguns dels elements de la història original d'Hurley es van expandir a la història de fons de l'espècie Q, explicant que només hi havia tres Q, però cent mil altres habitants al seu planeta necessitaven traslladar-se perquè el planeta estava morint. Aquests elements no van arribar posteriorment a cap episodi futur. L'episodi va marcar el retorn de John De Lancie com a Q. Cliff Bole tornava com a director de la sèrie, i sabent que de Lancie apareixeria com a Q, Bole va veure "Trobada a Farpoint" per tal de mantenir el to de Q. Després de començar el rodatge, va descobrir que la seva investigació no era necessària, ja que de Lancie va tornar a interpretar el seu paper anterior de manera natural. Més tard, Bole va descriure l'episodi com "molt divertit" i de Lancie com "una alegria i un noi creatiu amb qui treballar". De Lancie tornaria a l'episodi de segona temporada "Què Q". Mentrestant, l'eliminació del personatge de Deanna Troi d'aquest episodi juntament amb altres tres episodis va fer que l'actriu Marina Sirtis cregués en aquell moment que estava a punt de ser eliminada del programa. Elaine Nalee va actuar com a actriu convidada com una dona supervivent, mentre que William A. Wallace va aparèixer com a Wesley Crusher adult.
El tema de l'episodi, on un humanoide adquireix els poders d'un déu, és un tema recurrent de La sèrie original, que ha aparegut en diversos episodis, inclòs el segon pilot "On no ha anat mai cap home" i "Charlie X". L'episodi més semblant de TOS és "Els fillastres de Plató", on el personatge Alexander també rebutja els poders divins d'una manera semblant a Riker a "El joc d'en Q". La premissa tornaria a ser revisada a l'episodi "Q de veritat de lasisena temporada.

## Recepció
Jean-Luc Picard: Oh, conec Hamlet! I el que podria dir amb ironia, ho dic amb convicció! Quina peça de treball és l'home! Que noble en la raó, que infinit en la facultat! En forma i commovedor que expressat i admirable! En acció com un àngel, amb aprensió com un déu!

Q: Segur que no veus la teva espècie així, oi?

Picard: Un dia ens veig convertint-nos en això, Q. És el que et preocupa? 
"El joc d'en Q" es va emetre en redifusió durant la setmana que va començar el 22 de novembre de 1987. Va rebre una puntuació de Nielsen d'11,0, que reflecteix el percentatge de totes les llars que miraven l'episodi durant la seva franja horària. Va ser més alt que els dos episodis emesos abans i després.
Aquest episodi es va destacar per l'ús de Shakespeare a la franquícia Star Trek, en particular quan el capità Picard parla amb l'entitat Q.
Diversos crítics van tornar a veure Star Trek: la nova generació després del final de la sèrie. Keith DeCandido per a Tor.com va pensar que la trama era previsible, descrivint que Riker estava escrit com "tan pintat per números que el color pràcticament goteja de la pantalla". Va elogiar la relació entre Q i Picard, afirmant qur de Lancie s'estava divertint tant amb el paper que l'episodi en si també és divertit malgrat els seus defectes. Va donar s "El joc d'en Q" una puntuació de cinc sobre deu. Zack Handlen va tornar a veure l'episodi de The A.V Club, i va pensar que era un exemple d'on TNG va evitar la caracterització a favor d'una obra de moralitat. Va pensar que l'episodi era un embolic, i els més destacats van ser Picard recitant Shakespeare i els monstres napoleònics. Va qualificar l'episodi com a C−.
L'actor de Star Trek: La nova generació Wil Wheaton reviewed the episode for the Huffington Post va revisar l'episodi per al Huffington Post després del final de la sèrie, descrivint John de Lancie en el seu paper de Q com un "càsting brillant i una interpretació magistral", i va pensar que en general l'episodi recordava la sèrie original i tenia alguns punts positius. Tanmateix, va pensar que el guió tenia els personatges donant una conferència a l'espectador de tant en tant, basant-se en la idea que el poder final conduirà a la corrupció. Va donar a l'episodi una qualificació B−.

## Estrena en mitjans domèstics
El primer llançament de mitjans domèstics de "El joc d'en Q" va ser al casset VHS l'1 de juliol de 1992. L'episodi es va incloure més tard a la caixa del DVD de la primera temporada de "Star Trek: La nova generació el març de 2002, i a la caixa de DVD Star Trek: Q de la sèrie de conjunts de col·lecció per fans. Va ser llançat com a part de la primera temporada en Blu-ray el 24 de juliol de 2012.
Aquest episodi s'ha publicat a la col·lecció "Q Continuum" en LaserDisc. La col·lecció es va publicar el 30 de juliol de 1997 i va ser publicada per Paramount Home Video; es va vendre al detall per 100 USD. El conjunt incloïa "Trobada a Farpoint", "El joc d'en Q", "Què Q?" i "El déja Q" en discos òptics de 12 polzades en format NTSC amb una durada total de 230 minuts. La col·lecció es presentava amb una jaqueta Tri-Fold que també incloïa una carta de l'actor Jon De Lancie.